# Никола Делић
Никола Делић (Симијова код Билеће, 14. децембар 1948) је генерал-потпуковник Војске Републике Српске у пензији.

## Биографија
Рођен је 1948. у селу Симијова од оца Видака, по занимању радника и мајке Илинке, домаћице по занимању. Поред њега родитељи су имали још четворо дјеце. Ожењен је и има двије кћери. По националности је Србин. Породична крсна слава је Свети Никола – Никољдан (19. децембар).
Завршио је основну школу у селу Симијова и селу Врањска. Послије осмогодишње школе уписао је Подофицирску школу Копнене војске – смјер артиљерија у Задру, након чега уписује Војну академију Копнене војске – смјер артиљерија у Задру, курс командира батерије, курс команданата дивизиона, курс начелника Штаба пука, курс помоћника команданата за морално-политичко васпитање у батаљону, Командно-штабну школу тактике Копнене војске у Београду (1987) и Школу националне одбране у Београду (1997). Све школе и курсеве завршио је одличним успехом.
Произведен је у чин потпоручника артиљерије 1973, а унапређен у чин поручника 1977, капетана 1981, капетана прве класе 1985, мајора 1988. (превремено), потпуковника 1992, пуковника 1995. (превремено), генерал-мајора 12. маја 1998. (ванредно) и генерал-потпуковника 20. марта 2001. (ванредно).
Обављао је дужности: командира батерије 1973-1981; замјеника команданта дивизиона 1981-1982; команданта дивизиона 1982-1984; помоћника начелника штаба пука за оперативно-наставне послове и вршиоца дужности начелника штаба пука 1984-1988; референта у органу артиљерије војне области 1988-1991; начелника штаба пука 1991 -1992; команданта пука 1992-1994; команданта пјешадијске бригаде 1994-1997; начелника штаба 7. корпуса Војске Републике Српске и уједно замјеника команданта корпуса 1997-1998; команданта 7. корпуса Војске Републике Српске 1998-2001; замјеника министра одбране Републике Српске 2001-2003; вршилац дужности министра одбране у Влади Републике Српске 2002-2003.
Службовао је у гарнизонима: Карловац, Крижевци, Загреб, Птуј, Ваљево, Билећа и Бања Лука.
Пензионисан је 7. марта 2002. године. Са породицом живи у Београду.

Учествовао је у рату у оружаним снагама СФР Југославије од 6. маја 1991. до 12. маја 1992. На посљедњој дужности у ЈНА био је начелник штаба команде мјешовитог артиљеријског пука (МАП), а уједно и замјеник команданта пука, у чину потпуковника. Почетак оружаних сукоба у СФРЈ затекао га је у гарнизон у Птуј. У Војсци Републике Српске од 12. маја 1992. до 14. децембра 1995. на дужности команданта пука, начелника Оперативног одсјека у команди корпуса и командант 15. xерцеговачке моторизоване бригаде. О свом учешћу у рату каже: 
Било је то вријеме у коме си погнуте главе морао прихватати лажи и неправде, или си се, са патриотским осјећањима и дјелом, могао издићи до моралних висина које чине најљепшу страну човјековог живљења. Ниједног тренутка нисам био у дилеми. У ратном вихору, када је требало и "на страшном мјесту постојати", у улози команданта бригаде основним задатком сматрао сам сачувати положаје, повјерену ми зону одговорности, сачувати и борце и народ. Оcjeћao сам да је то моја лична одговорност. Био сам свјестан да би у случају неуспјеха био жигосан, пала би анатема на мене, моју ужу и ширу породицу, на потомство, на мој крај, историја би осудила, а неуништиви дух мога народа могао би да сачини и погрдну пјесму коју нико не заустави. Е па, мој највећи успјех у рату и животу уопште јесте потпуно сачувана зона одговорности, као и одговорно и храбро извршавање свих задатака од стране мојих јединица које су учествовале у одбрани и других простора. Због таквог односа у рату, а касније и у миру, бригада је проглашена најбољом јединицом тактичког нивоа у Војсци Републике Српске. 
Аутор је два дипломска рада: у Командно-штабној школи тактике на тему "Пешадијска дивизија у нападу" и у Школи националне одбране на тему "Организација и функционисање одбране и заштите на просторима Републике Српске 1992-1996". Аутор је књига „Летопис о изградњи храма Св. Никола у селу Симијова” у издању Епархије захумско-херцеговачкe 2006. године и „Седми Корпус Војске Републике Српске у миру”. Сарађивао је у листовима „Војска”, „За домовину” и „Српска Војска”.
Био је председник Савета за изградњу Спомен-храмова Свети цар Лазар у касарни Требиње, Свети Василије Острошки у касарни Билећа и Саборног храма Свети Никола у селу Симијова. Активан је члан Друштва српских домаћина свесрпских земаља (дугогодишњи члан Управног одбора) и члан Клуба генерала и адмирала Србије. Био је председник и члан Пословног савета RICO CENTRE Београд у више сазива, замјеник предсједника Скупштине привредног друштва RICO TRAINING CENTRE ДОО Београд и члан Пословног савета Друштва. Предавач је на IRU AKADEMIJI Женева, акредитовани RICO TRAINING CENTRE у Београду.

## Одликовања и признања
Одликован у ЈНА: 
- Медаљом за војне заслуге (1971),
- Орденом за војне заслуге са сребрним мачевима (1975),
- Орденом Народне армије са сребрном звијездом (1979),
- Орденом за војне заслуге са златним мачевима (1984),
- Орденом рада са златним вијенцем (1989),
- Орденом Народне армије са златном звијездом (1991)

Одликован у ВРС: 
- Орденом Карађорђеве звијезде Републике Српске трећег реда (1996)
- Орденом Карађорђеве звијезде Републике Српске другог реда (1999).
- Орденом Карађорђеве звијезде Републике Српске првог реда (2002).
- Орденом Светог Саве првог степена (2005).

Током службе оцјењиван је тринаест пута, три пута оцјеном истиче се и десет пута оцјеном нарочито се истиче. Добитник је признања Епархије захумско-херцеговачке и Приморске, општина Љубиње, Билећа, Гацко и Невесиње и Српског просветног друштва „Просвета”, општински одбор Билећа.